# Campionato del mondo di calcio da tavolo 1996
Il Campionato del mondo di calcio da tavolo 1996 si tenne a Silkeborg.

## Medagliere
| Pos. | Paese       | Oro | Argento | Bronzo | Totale |
| ---- | ----------- | --- | ------- | ------ | ------ |
| 1    | Belgio      | 4   | 2       | 2      | 8      |
| 2    | Francia     | 2   | 4       | 4      | 10     |
| 3    | Austria     | 2   | 0       | 3      | 5      |
| 4    | Portogallo  | 1   | 3       | 1      | 5      |
| 5    | Italia      | 1   | 0       | 1      | 2      |
| 6    | Grecia      | 0   | 1       | 1      | 2      |
| 7    | Danimarca   | 0   | 0       | 2      | 2      |
| -    | Inghilterra | 0   | 0       | 2      | 2      |
| 9    | Gibilterra  | 0   | 0       | 1      | 1      |

## Categoria Open

### Risultati
Prima fase a gironi ed Eliminazione Diretta
- Individuale

| Oro     | Vasco Guimaraes                        | Portogallo     |
| Argento | Filipe Maia                            | Portogallo     |
| Bronzo  | Christophe France Kostas Triantafillou | Francia Grecia |

Prima fase a gironi ed Eliminazione Diretta
- Squadre

| Oro     | Belgio Frédéric Perdaens, David Ruelle, Benoît Massart, Gil Delogne | Belgio          |
| Argento | Portogallo Paulo Sobral, Jaime Silva, Filipe Maia, Vasco Guimaraes  | Portogallo      |
| Bronzo  | Francia ..., ..., ..., ... Austria ..., ..., ..., ...               | Francia Austria |

## Categoria Under20

### Risultati
Prima fase a gironi ed Eliminazione Diretta
- Individuale

| Oro     | Simone Bertelli                 | Italia         |
| Argento | Ouabi Rouis                     | Francia        |
| Bronzo  | Giosi Centritto Thomas Wittmann | Belgio Austria |

Prima fase a gironi ed Eliminazione Diretta
- Squadre

| Oro     | Belgio Sébastien Scheen, Bertrand Sartisse, Giosi Centritto, Nathan Dupont                                         | Belgio         |
| Argento | Portogallo Sergio Loureiro, Hugo Carvalho, Antonio Tavares, Rui Salvador                                           | Portogallo     |
| Bronzo  | Italia Matteo Suffritti, Efrem Intra, Lorenzo Pinto, Alex Orlando, Daniele Della Monaca Austria ..., ..., ..., ... | Italia Austria |

## Categoria Under16

### Risultati
Prima fase a gironi ed Eliminazione Diretta
- Individuale

| Oro     | Wolfgang Haas                         | Austria            |
| Argento | Dionisis Koutis                       | Grecia             |
| Bronzo  | Jean-Guillaume Einsle Sergio Loureiro | Francia Portogallo |

Prima fase a gironi ed Eliminazione Diretta
- Squadre

| Oro     | Francia Rémi Lours, Rémi Soret, Jean-Guillaume Einsle, Nicolas Wlodarczyk | Francia               |
| Argento | Belgio Luc Grosdent, Ugo Zanon, Sami Targui, Sébastien Brulez             | Belgio                |
| Bronzo  | Danimarca ..., ..., ..., ... Inghilterra ..., ..., ..., ...               | Danimarca Inghilterra |

## Categoria Veterans

### Risultati
Prima fase a gironi ed Eliminazione Diretta
- Individuale

| Oro     | Gerhard Ecker             | Austria            |
| Argento | Thierry Vivron            | Francia            |
| Bronzo  | Patrick Rouger JL Bonavia | Francia Gibilterra |

Prima fase a gironi ed Eliminazione Diretta
- Squadre

| Oro     | Francia Patrick Pellerin, Michel Barrot, Patrick Rouger, Thierry Vivron, Laurent Garnier | Francia     |
| Argento | Belgio Franz Hipfinger, Benoît Jadot, Jean-Luc Canfin, Jean-Marie Pennequin              | Belgio      |
| Bronzo  | Inghilterra ..., ..., ..., ...                                                           | Inghilterra |

## Categoria Femminile

### Risultati
Prima fase a gironi ed Eliminazione Diretta
- Individuale

| Oro     | Delphine Dieudonné                 | Belgio           |
| Argento | Sophie Pons                        | Francia          |
| Bronzo  | Cynthia Bouchez Kamilla Kristensen | Belgio Danimarca |

Prima fase a gironi ed Eliminazione Diretta
- Squadre

| Oro     | Belgio Valérie Hoyois, Cynthia Bouchez, Delphine Dieudonné, Aurore Lupant | Belgio  |
| Argento | Francia Véronique Garnier, Stéphanie Garnier, Sophie Pons, Leroy          | Francia |